# هيتومي كانيكو
هيتومي كانيكو (باليابانية: 金子仁美؛ بالكانا: かねこ ひとみ) هي ملحنة يابانية، ولدت في 1965 في طوكيو في اليابان.